# Zermizinga indocilisaria
Zermizinga indocilisaria là một loài bướm đêm trong họ Geometridae.